# Bataille de Burkersdorf
Guerre de Sept Ans
Batailles
- Minorque (navale) (1756)
- Pirna (1756)
- Lobositz (1756)
- Reichenberg (1757)
- Prague (1757)
- Kolin (1757)
- Hastenbeck (1757)
- Gross-Jägersdorf (1757)
- Moys (1757)
- Rochefort (1757)
- Rossbach (1757)
- Breslau (1757)
- Leuthen (1757)
- Carthagène (navale) (1758)
- Olomouc (1758)
- Saint-Malo (1758)
- Rheinberg (1758)
- Krefeld (1758)
- Domstadl (1758)
- Cherbourg (1758)
- Zorndorf (1758)
- Saint-Cast (1758)
- Tornow (1758)
- Lutzelberg (1758)
- Hochkirch (1758)
- Bergen (1759)
- Kay (1759)
- Minden (1759)
- Kunersdorf (1759)
- Neuwarp (navale) (1759)
- Hoyerswerda (1759)
- Baie de Quiberon (navale) (1759)
- Maxen (1759)
- Meissen (1759)
- Glatz (1760)
- Landshut (1760)
- Corbach (1760)
- Emsdorf (1760)
- Dresde (1760)
- Warburg (1760)
- Liegnitz (1760)
- Rhadern (1760)
- Berlin (1760)
- Kloster Kampen (1760)
- Torgau (1760)
- Belle-Île (1761)
- Langensalza (1761)
- Cassel (1761)
- Grünberg (1761)
- Villinghausen (1761)
- Ölper (1761)
- Kolberg (1761)
- Wilhelmsthal (1762)
- Burkersdorf (1762)
- Lutterberg (1762)
- Reichenbach (1762)
- Almeida (1762)
- Valencia de Alcántara (1762)
- Nauheim (1762)
- Vila Velha de Ródão (1762)
- Cassel (1762)
- Freiberg (1762)

- Jumonville Glen (1754)
- Fort Necessity (1754)
- Fort Beauséjour (1755)
- 8 juin 1755
- Monongahela (1755)
- Petitcoudiac (1755)
- Lac George (1755)
- Fort Bull (1756)
- Fort Oswego (1756)
- Kittanning (1756)
- En raquettes (1757)
- Pointe du Jour du Sabbat (1757)
- Fort William Henry (1757)
- German Flatts (1757)
- Lac Saint-Sacrement (1758)
- Louisbourg (1758)
- Le Cran (1758)
- Fort Carillon (1758)
- Fort Frontenac (1758)
- Fort Duquesne (1758)
- Fort Ligonier (1758)
- Québec (1759)
- Fort Niagara (1759)
- Beauport (1759)
- Plaines d'Abraham (1759)
- Sainte-Foy (1760)
- Neuville (1760)
- Ristigouche (navale) (1760)
- Mille-Îles (1760)
- Signal Hill (1762)

- Cap-Français (1757)
- Martinique (1759)
- Guadeloupe (1759)
- Dominique (1761)
- Martinique (1762)
- Cuba (1762)

- Chandernagor (1757)
- Plassey (1757)
- Gondelour (1758)
- Négapatam (navale) (1758)
- Condore (1758)
- Madras (1758)
- Pondichéry (navale) (1759)
- Masulipatam (1759)
- Chinsurah (1758)
- Wandiwash (1760)
- Pondichéry (1760-1761)
- Manille (1762)

- Saint-Louis (1758)
- Gorée (1758)
- Gambie

La bataille de Burkersdorf est un épisode de la guerre de Sept Ans qui eut lieu le 21 juillet 1762 à Burkersdorf. Cette bataille constitue une victoire de la Prusse contre l'Autriche et assure au vainqueur la possession de la Silésie.

## Contexte
Après la mort d'Élisabeth de Russie, tzarine de Russie, son neveu Pierre III monte sur le trône. C'est un grand admirateur de Frédéric II et de la Prusse. Le nouveau tsar retire rapidement son armée, abandonnant les possessions russes en Prusse-Orientale et signe un traité de paix avec Frédéric II, puis il envoie une armée pour aider l'armée prussienne dans sa guerre contre l'Autriche.
Le règne de Pierre III est de courte durée. Il meurt peu de temps après que son épouse Catherine II s'est emparée du trône. Catherine se retire de la guerre et envoie des ordres au comte Zakhar Tchernychev pour aider les Prussiens à se retirer à leur tour.
Frédéric se doit d'agir rapidement. Il réussit à convaincre le général russe de rester quelques jours de plus pour dissuader les Autrichiens, sans pour autant prendre part à la bataille. Le feld-maréchal autrichien Leopold von Daun maintient inutilement une partie de ses troupes face aux Russes et ne conserve que 30 000 hommes face à Frédéric II.

## La bataille
Dans la nuit du 21 juillet, Frédéric II dispose secrètement son artillerie devant les hauteurs occupées par les Autrichiens. Au début de la matinée, l’artillerie prussienne ouvre le feu sur la cavalerie autrichienne qui prend la fuite, mettant le désordre dans sa propre infanterie. Puis l’infanterie prussienne monte à l’assaut en trois colonnes et capture plusieurs canons. Les Autrichiens battent en retraite, ayant perdu environ 1 000 tués et 2 000 prisonniers.

## Conséquences
Après leur victoire, les Prussiens mettent le siège devant la forteresse de Schweidnitz enlevée l'année précédente par le général autrichien Laudon. Daun, soulagé par le départ des forces russes, rassemble l’ensemble de ses forces (47 000 hommes). Le 16 août, il tente de prendre sa revanche, mais la bataille de Reichenbach se conclut sur une victoire prussienne (138 tués, 234 blessés et 614 disparus du côté prussien, 800 tués et blessés et 340 prisonniers du côté autrichien). Frédéric renonce à poursuivre les Autrichiens. Les Prussiens reprennent le siège de Schweidnitz qui capitule le 9 octobre. Cette série d’opérations laisse définitivement à la Prusse la possession de la Silésie.